# Вірджинія Еліза Клем По
Вірджинія Еліза Клем По (англ. Virginia Eliza Clemm Poe; 15 серпня 1822 - 30 січня 1847) — дружина, а також двоюрідна сестра американського письменника Едґара Аллана По. Коли вони одружувалися, їй було всього лише 13 років, у той час як По було 27. Деякі біографи вважають, що стосунки між Вірджинією і Едґаром були скоріше як між братом і сестрою, ніж між чоловіком і дружиною; можливо, вони ніколи не здійснювали консумації. В січні 1842-го Вірджинія захворіла на туберкульоз і вже через 5 років, у січні 1847-го, померла у віці 24 років. Це сталося в їхньому сімейному будиночку в передмісті Нью-Йорку.
Разом з іншими членами родини Вірджинія і Едґар протягом кількох років жили під одним дахом ще до одруження. Після весілля подружжю По доводилося часто переїжджати, не залишаючись надовго в одному місці. З перервами вони проживали в Балтиморі, Філадельфії і Нью-Йорку. Через кілька років після весілля, По був замішаний у гучному скандалі за участю Френсіс Сарджент Осгуд та Елізабет Еллет. Злі плітки про любовні походеньки чоловіка так боляче ранили Вірджинію, що навіть на смертному одрі вона казала, що Еллет вбила її. Після смерті чоловіка її тіло зрештою було поміщено поряд з тілом Едґара По у «Westminster Hall and Burying Ground» у Балтиморі, штат Меріленд. Лише одне з існуючих зображень Вірджинії Елізи Клем По було ідентифіковано як справжнє. Це акварельний портрет, намальований незабаром після її смерті. 
Важкоплинна хвороба і смерть дружини сильно вплинули Едґара По, він став похмурим, намагався втопити своє горе у чарці, сторонився людей. Безсумнівно, смерть молодої красивої коханої жінки стала після цього одним з головним мотивів його творчості, зокрема, в «Аннабель Лі», «Вороні», «Лігейї».

## Біографія

### Дитинство
Вірджинія Еліза Клем народилася в 1822 році, своє ім'я вона отримала в честь старшої сестри, яка померла ще немовлям, всього лише за 10 днів до народження Вірджинії. Її батько Вільям Клем Молодший був торговцем зброєю у Балтиморі. 12 липня 1817 року він одружився з її матір'ю, Марією По, яка була двоюрідною сестрою його першої дружини Гаррієт. У Вільяма Клема Молодшого від попереднього шлюбу залишилося п'ятеро дітей, а ще троє народилося в них з Марією. Проте, сімейне щастя виявилося невічним, Вільям По помер. Після смерті єдиного годувальника, сім'я опинилася в дуже скрутному фінансовому становищі, без грошей і підтримки родичів, які були проти цього шлюбу. Марія заробляла на життя шиттям, важливу частку доходу складала щорічна допомога на утримання її прикутої до ліжка матері. 
В серпні 1829 року, Едґар По вперше побачив двоюрідну сестру через декілька місяців після звільнення з лав армії, Вірджинії тоді було лише сім років. В 1832, сім'я, яка складалася з Марії, бабусі Вірджинії, самої Вірджинії та її брата Генрі змогла орендувати будиночок на North Amity Street в Балтиморі. Зараз там музей-садиба По. Старший брат Едґара, Вільям Генрі Леонард По помер незадовго до цього 1 серпня 1831 року. Едґар почав жити з ними в 1833 році і невдовзі закохався в сусідську дівчину га ім'я Мері. Вірджинія допомагала закоханим підтримувати зв'язок і навіть одного разу принесла Едґару пасмо волосся Мері. Бабуся Вірджинії, Елізабет Кернес, на чию пенсію виживала сім'я померла 7 липня 1835 року. Сім'я позбулася головного джерела доходів і дуже бідувала. В фінансовій скруті помер рідний брат Вірджинії, Генрі, це сталося приблизно в 1836 році. З усіх дітей Марії По Клем вижила лише Вірджинія. 
В серпні 1835 року Едґар По покинув сім'ю і повернувся до Річмонду, де відразу ж влаштувався працювати до «Southern Literary Messenger». Коли По був далеко від Балтимору, чоловік зведеної сестри Вірджинії, Джозефіни Клем, Нельсон По почув чутки про можливий шлюб Вірджинії і Едґара. Він пропонував віддати Вірджинію навчатися, щоб запобігти ранньому весіллю, хоча вважав цей шлюб можливим трохи пізніше. В свою чергу Едґар назвав Нельсона «найлютішим ворогом» і розцінив це, як спробу розірвати його стосунки з Вірджинією. 29 серпня 1835 року Едґар По написав емоційного листа матері Вірджинії, переконуючи її, дати дочці змогу самій все вирішити. Натхненний успіхами в «Southern Literary Messenger», По пропонував Вірджинії, Генрі та Марії переїхати до Річмонду на його утримання
.

### Одруження

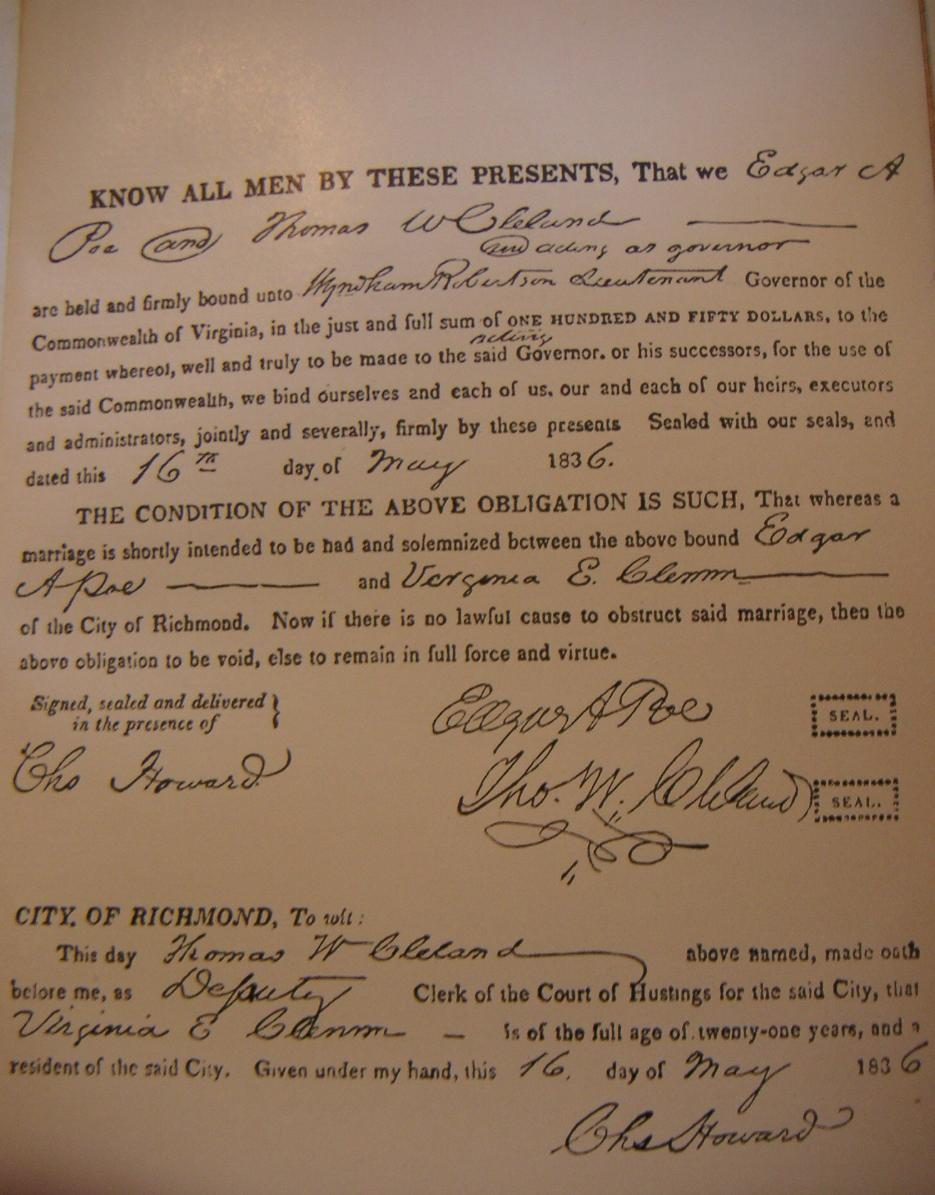
Дозвіл на шлюб Едґара Аллана По і Вірджинії Елізи Клем.

Зрештою, родина змирилася з одруженням Едґара і Вірджинії. 22 вересня 1835 року в Балтиморі їм було видано церковний дозвіл на одруження. Публічна церемонія відбулася 16 травня 1836 року в Річмонді за участю пресвітеріанський священика Преподобного Амаси Конверса. По було 27, а Вірджинії 13, хоча в документах їй 21 рік. Весілля відбулося ввечері, в будинку Місіс Джеймс Яррінгтон, хазяйки будинку, де зупинилися По, Вірджинія та її матір. Яррінгтон допомагала Марії Клем готувати святкову вечерю та пекти весільний торт. У молодят був короткий медовий місяць у Пітсбурзі, штат Вірджинія.
Цей шлюб жваво обговорювався через велику різницю у віці і кровний родинний зв'язок між подружжям. Записи біографа По, Артура Гобсона Квіна свідчать, що нікого не дивувало, коли По називав дружину «Сестричкою». Інший його біограф, Кеннет Сільверман вказував, що єдиною дивиною в цьому шлюбі був вік дружини. Він вказував, їх відносини були скоріше, як у брата і сестри, ніж як у чоловіка і дружини. Деякі дослідники, які вважають переважну більшість творів письменника автобіографічними, припускають, що Вірджинія померла незайманою. В підтримку цього припущення зазвичай приводять рядок з «Аннабель Лі», де говориться: «діва... на ім'я Аннабель Лі». Джозеф Вуд Картч взагалі вважає, що По не потребував жінок в сексуальному плані, вони слугували лише джерелом натхнення і турботи. Друзі По припускали, що пара не ділила одного ліжка принаймні перші два роки шлюбу, але коли Вірджинії виповнилося 16, у них було «нормальне» подружнє життя
. 
Незважаючи на перепони, пара була щасливою, ніжною одне до одного і відданою. В листі до свого роботодавця Джорджа Рекса Ґрехема По писав: «Його любов до дружини — це захоплене поклоніння перед духом краси». Одного разу По написав своєму другові наступні рядки: «Я не бачу нікого настільки ж прекрасного серед живих, як моя маленька дружина». Вона, в свою чергу, майже боготворила чоловіка. Вона часто сиділа поруч з ним, коли він працював, складала і надсилала його рукописи.

## Родовід Вірджинії і Едґара По
|                         |                         |                         |                         |                         |                         |  |  |                    |                    |                    |                    |                                         |                                         |                                         |                                         | Девід По (1748-1818)                    | Девід По (1748-1818)                    | Девід По (1748-1818)         | Девід По (1748-1818)         | Девід По (1748-1818)              | Девід По (1748-1818)              |                                   |                                   | Елізабет Кернес (1756-1835)       | Елізабет Кернес (1756-1835)       | Елізабет Кернес (1756-1835) | Елізабет Кернес (1756-1835) | Елізабет Кернес (1756-1835) | Елізабет Кернес (1756-1835) |                           |                           |                                  |                                  |                                  |                                  |                                  |                                  |                                 |                                 |                                 |                                 |  |  |  |  |  |  |  |  |  |  |  |  |  |  |  |  |  |  |  |  |
|                         |                         |                         |                         |                         |                         |  |  |                    |                    |                    |                    |                                         |                                         |                                         |                                         | Девід По (1748-1818)                    | Девід По (1748-1818)                    | Девід По (1748-1818)         | Девід По (1748-1818)         | Девід По (1748-1818)              | Девід По (1748-1818)              |                                   |                                   | Елізабет Кернес (1756-1835)       | Елізабет Кернес (1756-1835)       | Елізабет Кернес (1756-1835) | Елізабет Кернес (1756-1835) | Елізабет Кернес (1756-1835) | Елізабет Кернес (1756-1835) |                           |                           |                                  |                                  |                                  |                                  |                                  |                                  |                                 |                                 |                                 |                                 |  |  |  |  |  |  |  |  |  |  |  |  |  |  |  |  |  |  |  |  |
|                         |                         |                         |                         |                         |                         |  |  |                    |                    |                    |                    |                                         |                                         |                                         |                                         |                                         |                                         |                              |                              |                                   |                                   |                                   |                                   |                                   |                                   |                             |                             |                             |                             |                           |                           |                                  |                                  |                                  |                                  |                                  |                                  |                                 |                                 |                                 |                                 |  |  |  |  |  |  |  |  |  |  |  |  |  |  |  |  |  |  |  |  |
|                         |                         |                         |                         |                         |                         |  |  |                    |                    |                    |                    |                                         |                                         |                                         |                                         |                                         |                                         |                              |                              |                                   |                                   |                                   |                                   |                                   |                                   |                             |                             |                             |                             |                           |                           |                                  |                                  |                                  |                                  |                                  |                                  |                                 |                                 |                                 |                                 |  |  |  |  |  |  |  |  |  |  |  |  |  |  |  |  |  |  |  |  |
| Джон Хенкок По (1776-?) | Джон Хенкок По (1776-?) | Джон Хенкок По (1776-?) | Джон Хенкок По (1776-?) | Джон Хенкок По (1776-?) | Джон Хенкок По (1776-?) |  |  | Вільям По (1780-?) | Вільям По (1780-?) | Вільям По (1780-?) | Вільям По (1780-?) | Вільям По (1780-?)                      | Вільям По (1780-?)                      |                                         |                                         | Джордж Вашингтон По (1782-?)            | Джордж Вашингтон По (1782-?)            | Джордж Вашингтон По (1782-?) | Джордж Вашингтон По (1782-?) | Джордж Вашингтон По (1782-?)      | Джордж Вашингтон По (1782-?)      |                                   |                                   | Самуель По (1787-?)               | Самуель По (1787-?)               | Самуель По (1787-?)         | Самуель По (1787-?)         | Самуель По (1787-?)         | Самуель По (1787-?)         |                           |                           | Елізабет По (1792-?)             | Елізабет По (1792-?)             | Елізабет По (1792-?)             | Елізабет По (1792-?)             | Елізабет По (1792-?)             | Елізабет По (1792-?)             |                                 |                                 |                                 |                                 |  |  |  |  |  |  |  |  |  |  |  |  |  |  |  |  |  |  |  |  |
| Джон Хенкок По (1776-?) | Джон Хенкок По (1776-?) | Джон Хенкок По (1776-?) | Джон Хенкок По (1776-?) | Джон Хенкок По (1776-?) | Джон Хенкок По (1776-?) |  |  | Вільям По (1780-?) | Вільям По (1780-?) | Вільям По (1780-?) | Вільям По (1780-?) | Вільям По (1780-?)                      | Вільям По (1780-?)                      |                                         |                                         | Джордж Вашингтон По (1782-?)            | Джордж Вашингтон По (1782-?)            | Джордж Вашингтон По (1782-?) | Джордж Вашингтон По (1782-?) | Джордж Вашингтон По (1782-?)      | Джордж Вашингтон По (1782-?)      |                                   |                                   | Самуель По (1787-?)               | Самуель По (1787-?)               | Самуель По (1787-?)         | Самуель По (1787-?)         | Самуель По (1787-?)         | Самуель По (1787-?)         |                           |                           | Елізабет По (1792-?)             | Елізабет По (1792-?)             | Елізабет По (1792-?)             | Елізабет По (1792-?)             | Елізабет По (1792-?)             | Елізабет По (1792-?)             |                                 |                                 |                                 |                                 |  |  |  |  |  |  |  |  |  |  |  |  |  |  |  |  |  |  |  |  |
|                         |                         |                         |                         |                         |                         |  |  |                    |                    |                    |                    | Елізабет Арнольд Гопкінс По (1787-1811) | Елізабет Арнольд Гопкінс По (1787-1811) | Елізабет Арнольд Гопкінс По (1787-1811) | Елізабет Арнольд Гопкінс По (1787-1811) | Елізабет Арнольд Гопкінс По (1787-1811) | Елізабет Арнольд Гопкінс По (1787-1811) |                              |                              | Девід По Молодший (1784-?)        | Девід По Молодший (1784-?)        | Девід По Молодший (1784-?)        | Девід По Молодший (1784-?)        | Девід По Молодший (1784-?)        | Девід По Молодший (1784-?)        |                             |                             | Марія По Клем (1790-1871)   | Марія По Клем (1790-1871)   | Марія По Клем (1790-1871) | Марія По Клем (1790-1871) | Марія По Клем (1790-1871)        | Марія По Клем (1790-1871)        |                                  |                                  | Вільям Клем Молодший (?-1826)    | Вільям Клем Молодший (?-1826)    | Вільям Клем Молодший (?-1826)   | Вільям Клем Молодший (?-1826)   | Вільям Клем Молодший (?-1826)   | Вільям Клем Молодший (?-1826)   |  |  |  |  |  |  |  |  |  |  |  |  |  |  |  |  |  |  |  |  |
|                         |                         |                         |                         |                         |                         |  |  |                    |                    |                    |                    | Елізабет Арнольд Гопкінс По (1787-1811) | Елізабет Арнольд Гопкінс По (1787-1811) | Елізабет Арнольд Гопкінс По (1787-1811) | Елізабет Арнольд Гопкінс По (1787-1811) | Елізабет Арнольд Гопкінс По (1787-1811) | Елізабет Арнольд Гопкінс По (1787-1811) |                              |                              | Девід По Молодший (1784-?)        | Девід По Молодший (1784-?)        | Девід По Молодший (1784-?)        | Девід По Молодший (1784-?)        | Девід По Молодший (1784-?)        | Девід По Молодший (1784-?)        |                             |                             | Марія По Клем (1790-1871)   | Марія По Клем (1790-1871)   | Марія По Клем (1790-1871) | Марія По Клем (1790-1871) | Марія По Клем (1790-1871)        | Марія По Клем (1790-1871)        |                                  |                                  | Вільям Клем Молодший (?-1826)    | Вільям Клем Молодший (?-1826)    | Вільям Клем Молодший (?-1826)   | Вільям Клем Молодший (?-1826)   | Вільям Клем Молодший (?-1826)   | Вільям Клем Молодший (?-1826)   |  |  |  |  |  |  |  |  |  |  |  |  |  |  |  |  |  |  |  |  |
|                         |                         |                         |                         |                         |                         |  |  |                    |                    |                    |                    |                                         |                                         |                                         |                                         |                                         |                                         |                              |                              |                                   |                                   |                                   |                                   |                                   |                                   |                             |                             |                             |                             |                           |                           |                                  |                                  |                                  |                                  |                                  |                                  |                                 |                                 |                                 |                                 |  |  |  |  |  |  |  |  |  |  |  |  |  |  |  |  |  |  |  |  |
|                         |                         |                         |                         |                         |                         |  |  |                    |                    |                    |                    |                                         |                                         |                                         |                                         |                                         |                                         |                              |                              |                                   |                                   |                                   |                                   |                                   |                                   |                             |                             |                             |                             |                           |                           |                                  |                                  |                                  |                                  |                                  |                                  |                                 |                                 |                                 |                                 |  |  |  |  |  |  |  |  |  |  |  |  |  |  |  |  |  |  |  |  |
|                         |                         |                         |                         |                         |                         |  |  |                    |                    |                    |                    | Вільям Генрі Леонард (1807-1831)        | Вільям Генрі Леонард (1807-1831)        | Вільям Генрі Леонард (1807-1831)        | Вільям Генрі Леонард (1807-1831)        | Вільям Генрі Леонард (1807-1831)        | Вільям Генрі Леонард (1807-1831)        |                              |                              | Розалія (МакКензі) По (1810-1874) | Розалія (МакКензі) По (1810-1874) | Розалія (МакКензі) По (1810-1874) | Розалія (МакКензі) По (1810-1874) | Розалія (МакКензі) По (1810-1874) | Розалія (МакКензі) По (1810-1874) |                             |                             | Генрі Клем (1818-?)         | Генрі Клем (1818-?)         | Генрі Клем (1818-?)       | Генрі Клем (1818-?)       | Генрі Клем (1818-?)              | Генрі Клем (1818-?)              |                                  |                                  | Вірджинія Марі Клем (1820-1822)  | Вірджинія Марі Клем (1820-1822)  | Вірджинія Марі Клем (1820-1822) | Вірджинія Марі Клем (1820-1822) | Вірджинія Марі Клем (1820-1822) | Вірджинія Марі Клем (1820-1822) |  |  |  |  |  |  |  |  |  |  |  |  |  |  |  |  |  |  |  |  |
|                         |                         |                         |                         |                         |                         |  |  |                    |                    |                    |                    | Вільям Генрі Леонард (1807-1831)        | Вільям Генрі Леонард (1807-1831)        | Вільям Генрі Леонард (1807-1831)        | Вільям Генрі Леонард (1807-1831)        | Вільям Генрі Леонард (1807-1831)        | Вільям Генрі Леонард (1807-1831)        |                              |                              | Розалія (МакКензі) По (1810-1874) | Розалія (МакКензі) По (1810-1874) | Розалія (МакКензі) По (1810-1874) | Розалія (МакКензі) По (1810-1874) | Розалія (МакКензі) По (1810-1874) | Розалія (МакКензі) По (1810-1874) |                             |                             | Генрі Клем (1818-?)         | Генрі Клем (1818-?)         | Генрі Клем (1818-?)       | Генрі Клем (1818-?)       | Генрі Клем (1818-?)              | Генрі Клем (1818-?)              |                                  |                                  | Вірджинія Марі Клем (1820-1822)  | Вірджинія Марі Клем (1820-1822)  | Вірджинія Марі Клем (1820-1822) | Вірджинія Марі Клем (1820-1822) | Вірджинія Марі Клем (1820-1822) | Вірджинія Марі Клем (1820-1822) |  |  |  |  |  |  |  |  |  |  |  |  |  |  |  |  |  |  |  |  |
|                         |                         |                         |                         |                         |                         |  |  |                    |                    |                    |                    |                                         |                                         |                                         |                                         | Едґар Аллан По (1809-1849)              | Едґар Аллан По (1809-1849)              | Едґар Аллан По (1809-1849)   | Едґар Аллан По (1809-1849)   | Едґар Аллан По (1809-1849)        | Едґар Аллан По (1809-1849)        |                                   |                                   |                                   |                                   |                             |                             |                             |                             |                           |                           | Вірджинія Еліза Клем (1822-1847) | Вірджинія Еліза Клем (1822-1847) | Вірджинія Еліза Клем (1822-1847) | Вірджинія Еліза Клем (1822-1847) | Вірджинія Еліза Клем (1822-1847) | Вірджинія Еліза Клем (1822-1847) |                                 |                                 |                                 |                                 |  |  |  |  |  |  |  |  |  |  |  |  |  |  |  |  |  |  |  |  |
|                         |                         |                         |                         |                         |                         |  |  |                    |                    |                    |                    |                                         |                                         |                                         |                                         | Едґар Аллан По (1809-1849)              | Едґар Аллан По (1809-1849)              | Едґар Аллан По (1809-1849)   | Едґар Аллан По (1809-1849)   | Едґар Аллан По (1809-1849)        | Едґар Аллан По (1809-1849)        |                                   |                                   |                                   |                                   |                             |                             |                             |                             |                           |                           | Вірджинія Еліза Клем (1822-1847) | Вірджинія Еліза Клем (1822-1847) | Вірджинія Еліза Клем (1822-1847) | Вірджинія Еліза Клем (1822-1847) | Вірджинія Еліза Клем (1822-1847) | Вірджинія Еліза Клем (1822-1847) |                                 |                                 |                                 |                                 |  |  |  |  |  |  |  |  |  |  |  |  |  |  |  |  |  |  |  |  |